# Кривое (Стрыйский район)
Кривое (укр. Криве) — село в Козёвской сельской общине Стрыйского района Львовской области Украины.
Население по переписи 2001 года составляло 287 человек. Занимает площадь 0,97 км². Почтовый индекс — 82623. Телефонный код — 3251.